# 巴尔日 (上卢瓦尔省)
巴尔日（法語：Barges，法語發音：[baʁʒ]）是法国上卢瓦尔省的一个市镇，属于勒皮区。

## 地理
巴尔日（44°50'11"N, 3°53'41"E）面积7.02 平方千米，位于法国奥弗涅-罗讷-阿尔卑斯大区上盧瓦爾省，该省份为法国中南部省份，北起多姆山省和卢瓦尔省，西接康塔爾省，南至洛泽尔省，东临阿尔代什省。
与巴尔日接壤的市镇（或旧市镇、城区）包括：阿尔朗德、朗多斯、圣阿尔孔德巴尔日、圣保罗德塔尔塔斯。

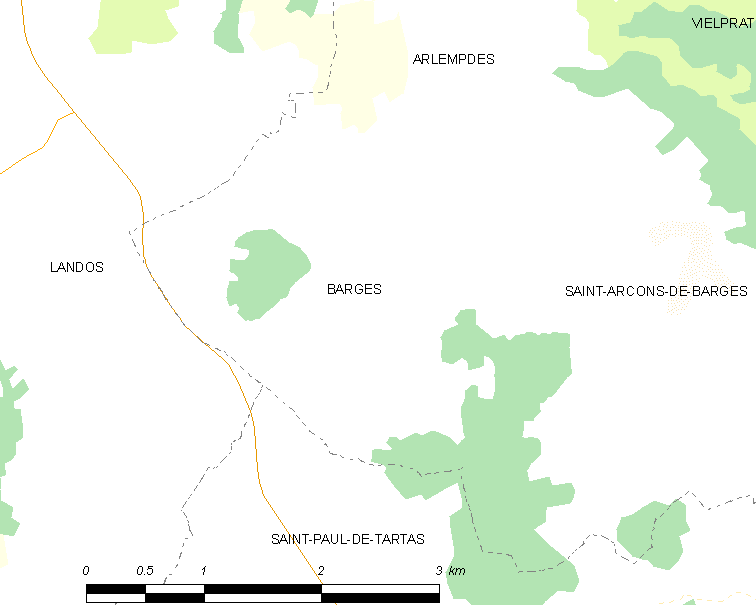
的OSM定位图

巴尔日的时区为UTC+01:00、UTC+02:00（夏令时）。

## 行政
巴尔日的邮政编码为43340，INSEE市镇编码为43019。

## 政治
巴尔日所属的省级选区为火山沃莱县。

## 人口

1962-2008年间人口变化图示

巴尔日于2022年1月1日时的人口数量为106人。